# Соціологічна школа в кримінальному праві
Соціологічна школа в кримінальному праві – науковий напрямок, який виник у 80-х рр. ХІХ ст. Криміналісти-соціологи проблему злочину й покарання роблять об'єктом вивчення трьох самостійних, і в той же час тісно пов'язаних між собою дисциплін, що утворюють систему науки кримінального права: кримінальної соціології (кримінології), кримінальної політики і кримінальної догматики (А. А. Піонтковський, Х. М. Чарихов).
Засновниками школи були Франц фон Ліст (Німеччина), Адольф Принс і Віллем Адріаан Бонгер (Бельгія), Жерар Антоніус Ван Гамель (Голландія), Габріель Тард і Еміль Дюркгейм (Франція). У Російській імперії представниками соціологічного напряму в кримінальному праві були М. В. Духовськой, І. Я. Фойницький, А. А. Піонтковський (старший), М. П. Чубинський, М. М. Гернет, С. В. Познишев та ін.
Ліст, Ван Гамель і Принс активно пропагували свої ідеї на з'їздах і в публікаціях Міжнародного союзу криміналістів, створеного 1889 р.
Злочин, на думку соціологів — це результат складної взаємодії різноманітних чинників, з одного боку — індивідуальних (у тому числі біологічних), а з другого — фізичних та соціальних.
Фізичні чинники — географічне середовище, клімат, пори року, кількість опадів, час доби та ін.
Індивідуальні чинники — стать, вік, хвороби, походження і виховання, освіта, родинний стан, фізичні та психічні властивості.
Соціальні чинники — безробіття, рівень цін на продукти харчування, рівень споживання алкоголю, заробітна плата, життєвий рівень, проституція, люмпенізація населення тощо.
Фактори злочинності, особливо соціальні, можуть бути усунені, але злочинність є вічним явищем . «Соціологами» пропонувалися такі заходи для усунення факторів злочинності, зокрема соціальних: зниження безробіття шляхом створення нових робочих місць, регулювання цін, будівництво житла, турбота про безпритульних дітей та ін.
Окрім вчення про фактори злочинності, соціологам належить і розробка вчення про соціально небезпечний стан особи та вчення про заходи безпеки («заходи соціального захисту»). Підставою для репресії є не діяння, а діяч, не склад злочину, а небезпечний стан. Невловимість ознак небезпечного стану відкриває широкі можливості для необґрунтованих репресій та свавілля. Відмова від понять осудності, вини, покарання та інших інститутів класичного кримінального права є характерною для соціологів (М. І. Бажанов).
Представники соціологічної школи рекомендували систему невизначених вироків, передаючи вирішення питання про строк покарання тюремній адміністрації. Водночас вони запропонували увести в законодавство умовне засудження та умовно-дострокове звільнення від покарання, заміну короткострокового позбавлення волі штрафом, створити спеціальні суди та особливі місця позбавлення волі для неповнолітніх злочинців.
Ідеї соціологів істотно вплинули на законодавство. Під суттєвим впливом соціологічної школи укладені КК Норвегії 1902 р., де вперше з'явились заходи безпеки, Основи кримінального законодавства Союзу РСР і союзних республік 1924 р. та перші кримінальні кодекси радянських республік (1922 і 1926(7) рр.), а також КК Польщі 1932 р. авторства Юліуша Макаревича, Кримінальний кодекс Королівства Югославія 1929 р. та ін. КК.

## Представники соціологічної школи в кримінальному праві

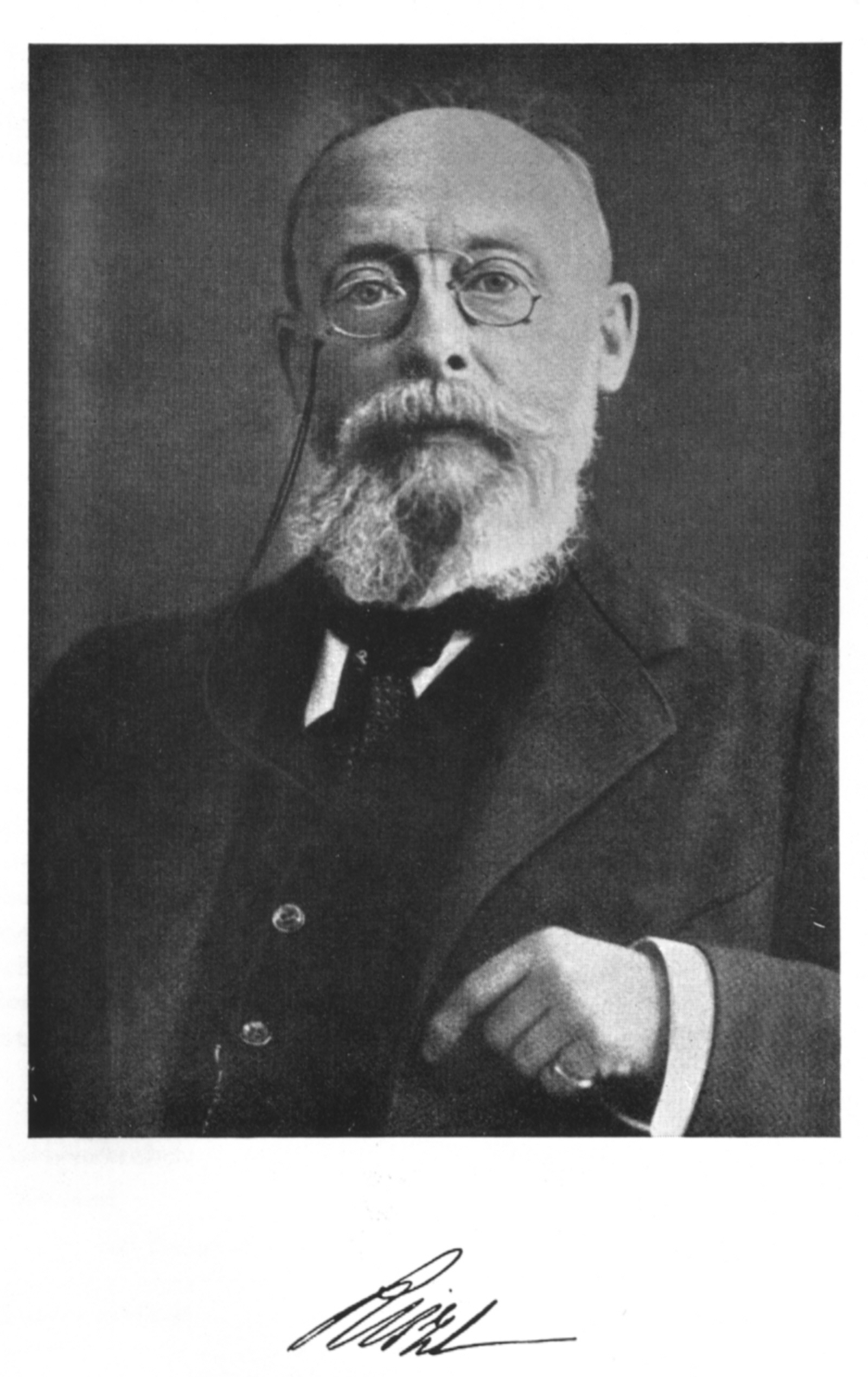
Франц фон Ліст
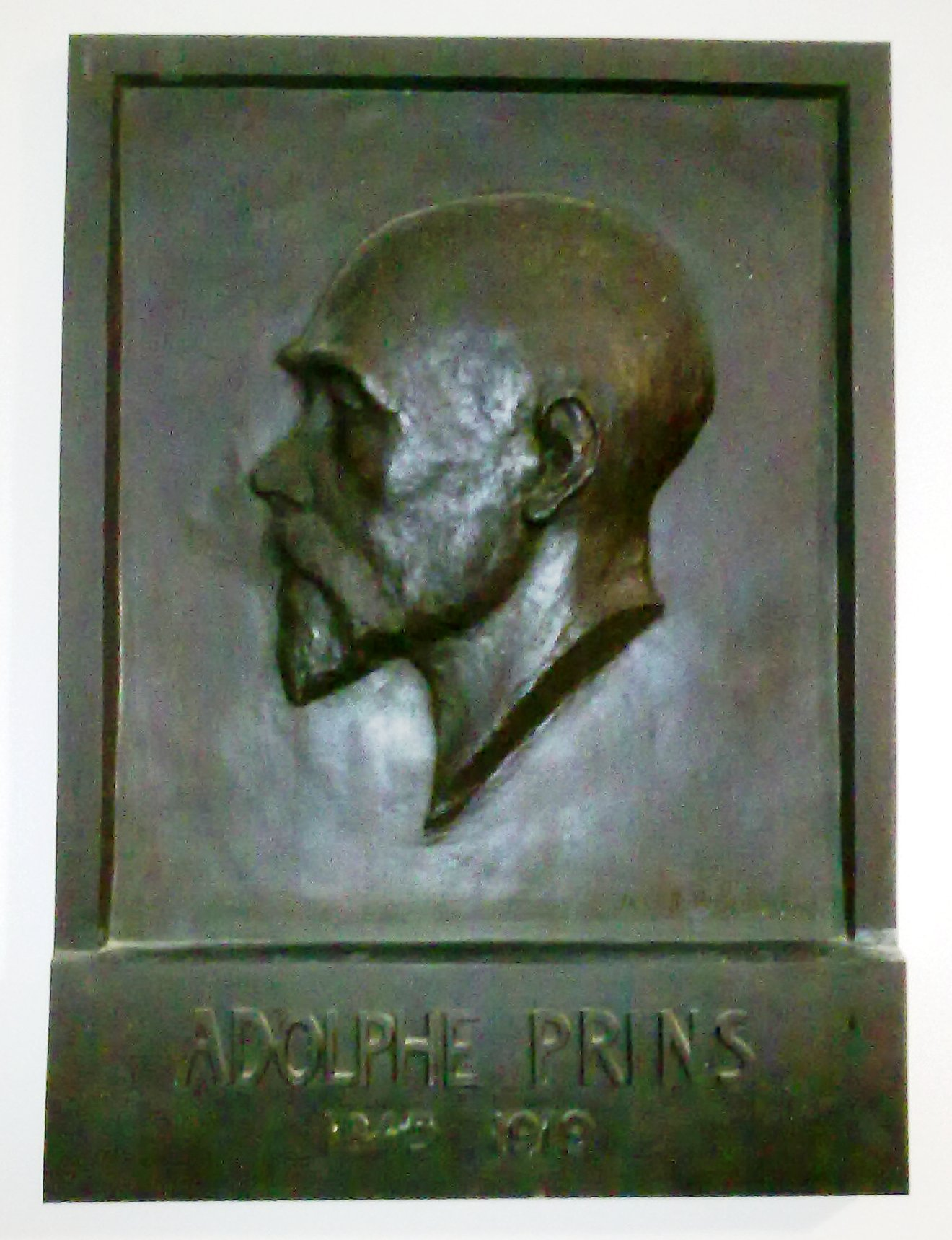
Адольф Принс
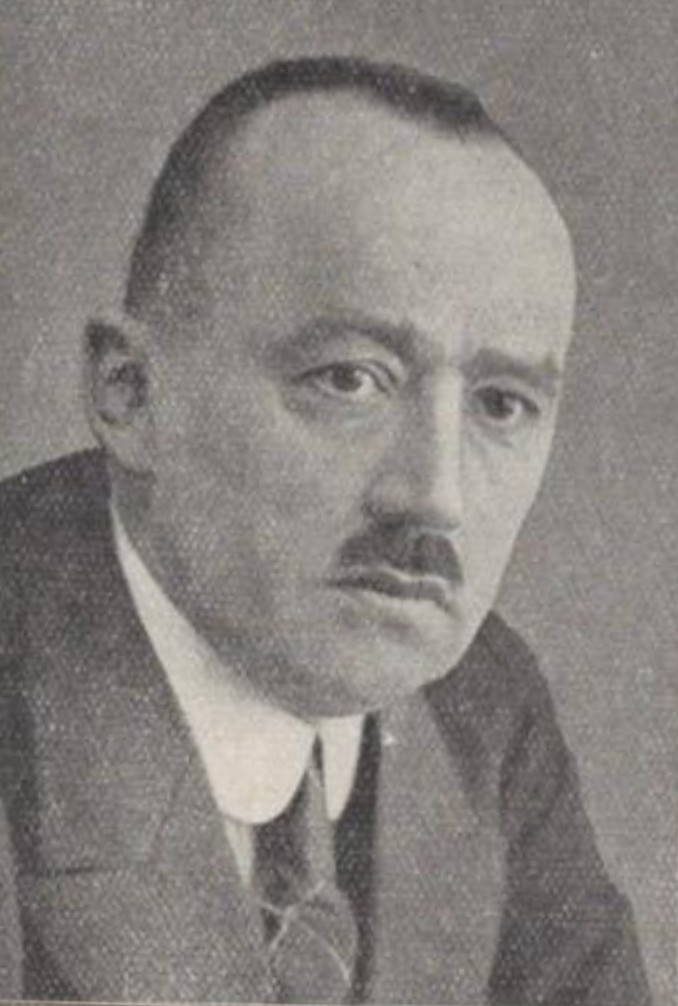
Віллем Адріаан Бонгер (Willem Adriaan Bonger)
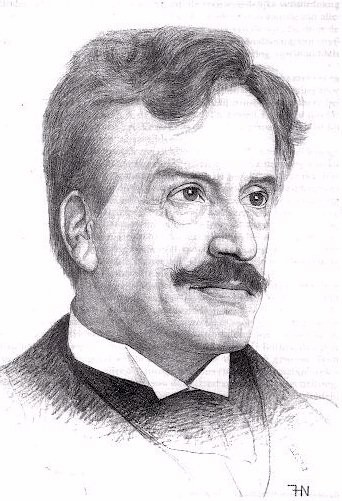
Жерар Антоніус Ван Гамель (1842-1917)
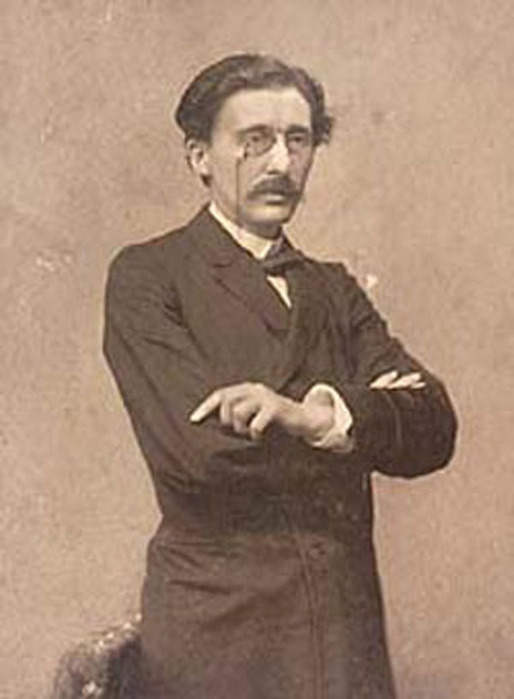
Жан-Габрієль Тард
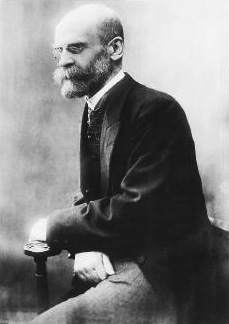
Еміль Дюркгейм
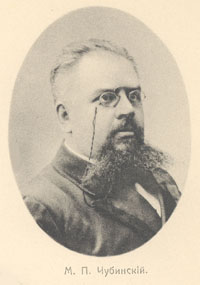
М. П. Чубинський
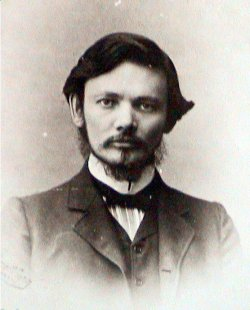
М. М. Гернет